# Borani

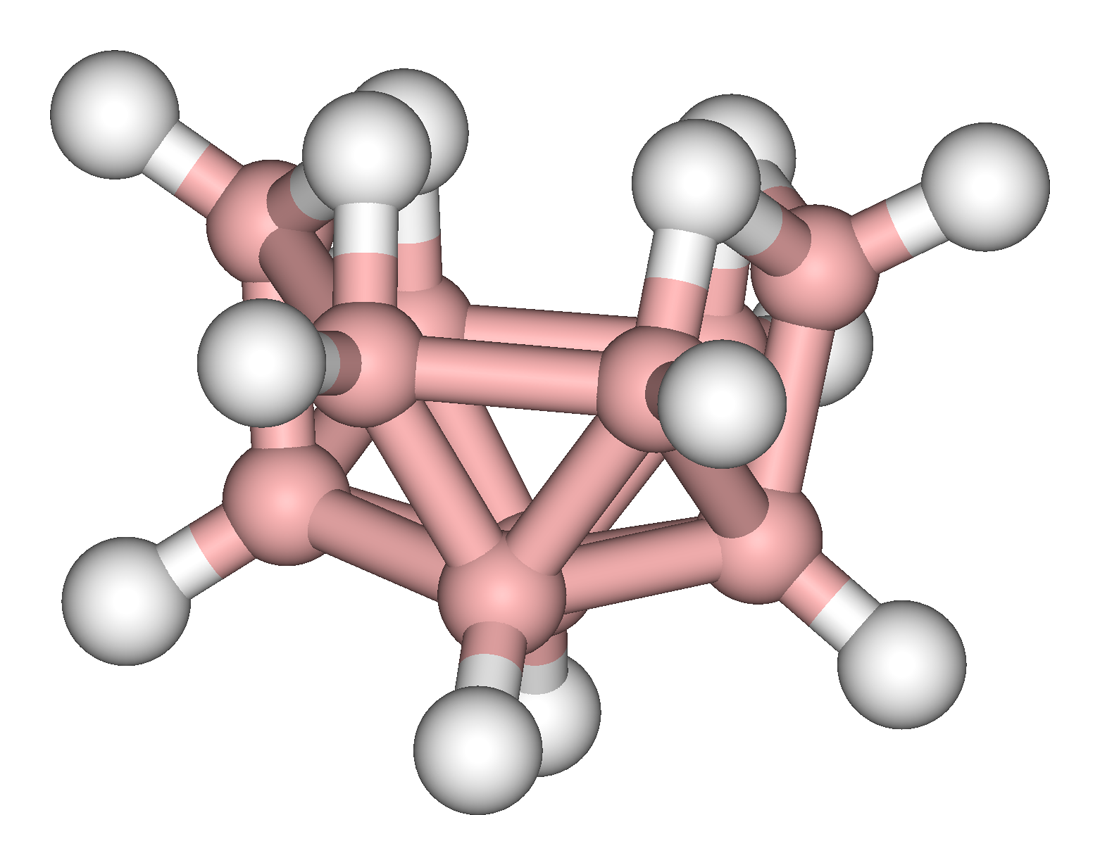
Decaboranul, B_{10}H_{14}

Boranii reprezintă o clasă de compuși anorganici numeroasă, care cuprinde hidruri de bor. Au formula chimică generală BxHy. Primul compus din seria boranilor este însuși boranul, un compus cu forma BH3, urmat de diboran, dimerul său. Decaboranul, B10H14, este un compus intens studiat din acestă clasă.
Datorită afinității mari a borului pentru oxigen, acești compuși nu sunt întâlniți în natură fiind piroforici. Boranii pot fi folosiți în combustibili pentru rachete.